# Hermann Stahl (Schriftsteller)

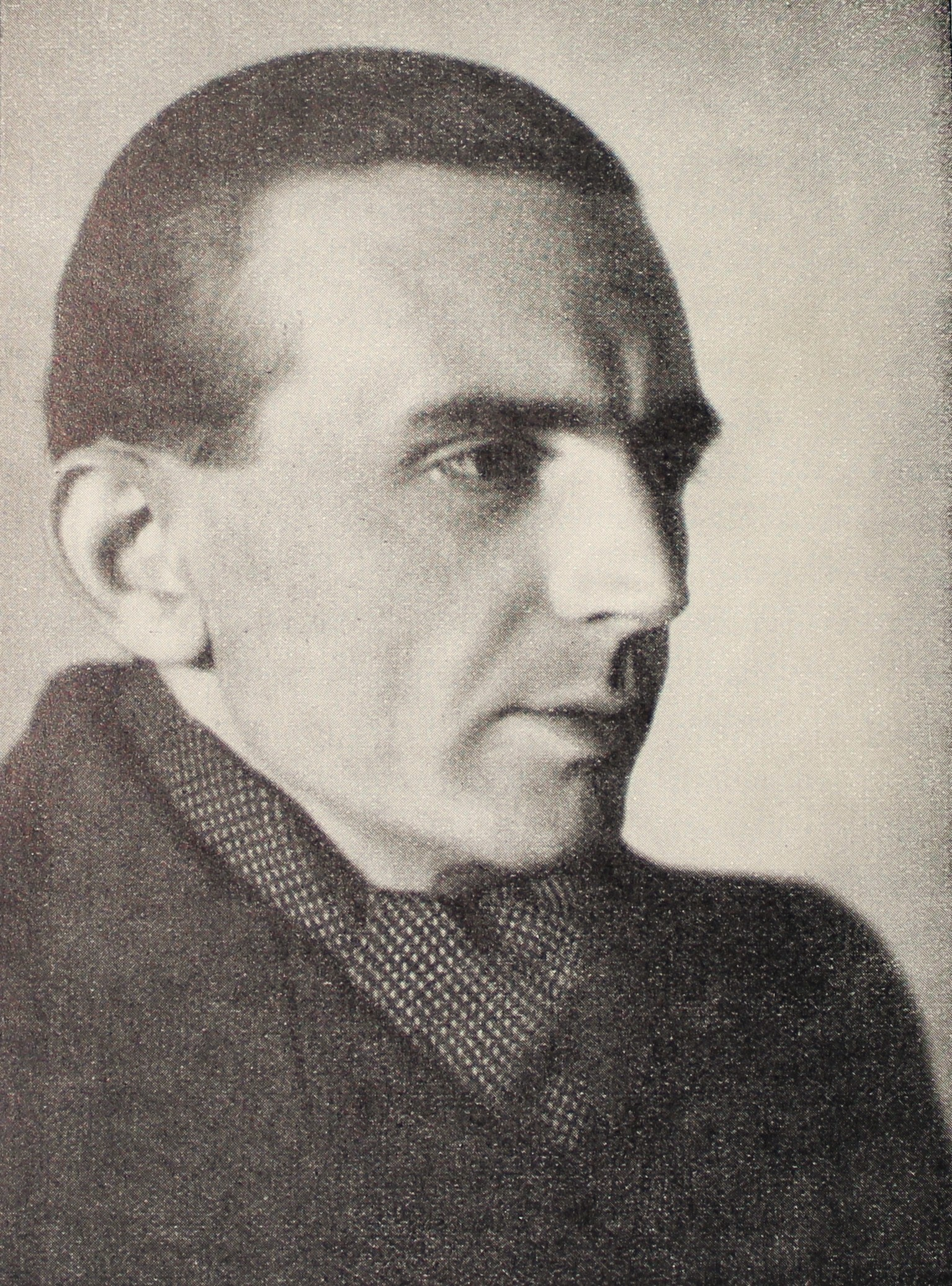
Hermann Stahl (um 1940)

Hermann Stahl (* 14. April 1908 in Dillenburg als Hermann Wilhelm Stahl; † 14. April 1998 in Starnberg) war ein deutscher Maler und Schriftsteller.

## Leben
Hermann Stahl war der Sohn des Dekorations- und Kirchenmalers Wilhelm Stahl. Über seine Mutter Henriette, geb. Schmidt († 1947), ist er ein Nachfahre des Schriftstellers Johann Heinrich Jung-Stilling. Bei seinem Vater, der als Soldat zu Beginn des Ersten Weltkriegs (Dezember 1914) an der Ostfront fiel, erhielt er bereits im frühen Kindesalter den ersten Zeichenunterricht. Stahl absolvierte nach dem Gymnasium von 1927 bis 1929 ein Studium an der Kunstgewerbeschule in Kassel. Einer seiner Lehrer in Kassel war der expressionistische Maler Heinz Lewerenz. Von 1929 bis 1932 setzte er sein Studium der Malerei an der Münchner Staatshochschule für Angewandte Kunst fort. Dort gehörte der bedeutende Grafiker und Bühnenbildner Emil Preetorius zu seinen Lehrern. Nach dem Studium war Hermann Stahl als Maler, Grafiker und Bühnenbildner tätig. 1929 schloss er sich der Künstlergruppe „Die Juryfreien“ an und stellte erste Gemälde im Münchner Glaspalast aus. Im Jahr 1932 macht er bei einer Autorenlesung Bekanntschaft mit dem populären und einflussreichen Schriftsteller Jakob Wassermann, der ihn zu ersten literarischen Versuchen ermutigte und ihn in der Anfangszeit seiner schriftstellerischen Tätigkeit unterstützte.  
Nach der nationalsozialistischen „Machtergreifung“ verhängten die neuen Machthaber 1933 gegen den Künstler, dessen Objekte als „entartete Kunst“ eingestuft wurden, ein Ausstellungsverbot. Stahl zog sich in seine westerwäldische Heimat zurück und verlegte sich auf die Literatur. Ab 1937 lebte er als freier Schriftsteller in Dießen am Ammersee. In dem Gedicht »Der Führer« in einer Adolf Hitler zum Geburtstag 1939 gewidmeten Anthologie huldigte Stahl dem Diktator und nennt ihn einen von den Göttern zur Rettung des deutschen Volkes Erwählten. Bis 1943 erschien eine Reihe seiner erzählerischen Werke in deutschen Verlagen. Da Stahls Bücher nicht nur die NS-Zensur passierten, sondern vereinzelt sogar mit staatlichen Preisen ausgezeichnet wurden, der Autor jedoch andererseits angeblich eine ausgesprochene Distanz zum Nationalsozialismus pflegte und 1944 sogar nur knapp einem Verfahren vor dem „Volksgerichtshof“ entging, ist seine Rolle während des Dritten Reiches nach wie vor umstritten.
Nach dem Ende des Zweiten Weltkriegs widmete sich Stahl anfangs wieder der Malerei, ehe er ab 1947 erneut den Schwerpunkt seines künstlerischen Schaffens auf die Literatur verlagerte. Ende der 1970er Jahre wandte sich Stahl ein weiteres Mal und diesmal endgültig der Malerei zu.
Hermann Stahls literarisches Werk umfasst Romane, Erzählungen, Gedichte und Hörspiele. Während in den vor 1945 erschienenen Werken häufig die Schilderung von Landschaft und Menschen des Westerwaldes im Mittelpunkt steht, sind die meisten von Stahls Nachkriegswerken Zeitromane, welche die gesellschaftlichen und psychologischen Veränderungen in der frühen Bundesrepublik zum Thema haben. Mehrere seiner Veröffentlichungen in den 1950er und 1960er Jahren stießen auf ein breites Echo, wobei die Bandbreite der Rezensionen von grenzenloser Bewunderung seines literarischen Könnens bis zu beißender Kritik reichte.

Kurze erzählende Texte, Feuilletons, Rezensionen, Reiseberichte sowie Gedichte und Illustrationen veröffentlichte Stahl in zahlreichen deutschsprachigen Zeitungen und Zeitschriften, darunter Badische Allgemeine Zeitung, Badische Neueste Nachrichten, Der Bund, Deutsche Rundschau, Frankfurter Zeitung, Hamburger Tageblatt, Kölnische Zeitung, Merian, Simplicissimus, Der Stern, Südkurier, Wiesbadener Tagblatt und Die Zeit. Beiträge Stahls, oft von ihm selbst gesprochen, zu Themen der Literatur und Kunst sowie Literaturkritiken und Lesungen eigener Texte waren häufig auch im Rundfunk zu hören, so unter anderem in Sendungen von Radio Beromünster (Schweiz), des Westdeutschen Rundfunks, des Hessischen Rundfunks, des Bayerischen Rundfunks, des RIAS (Berlin), der Deutschen Welle und des Österreichischen Rundfunks.

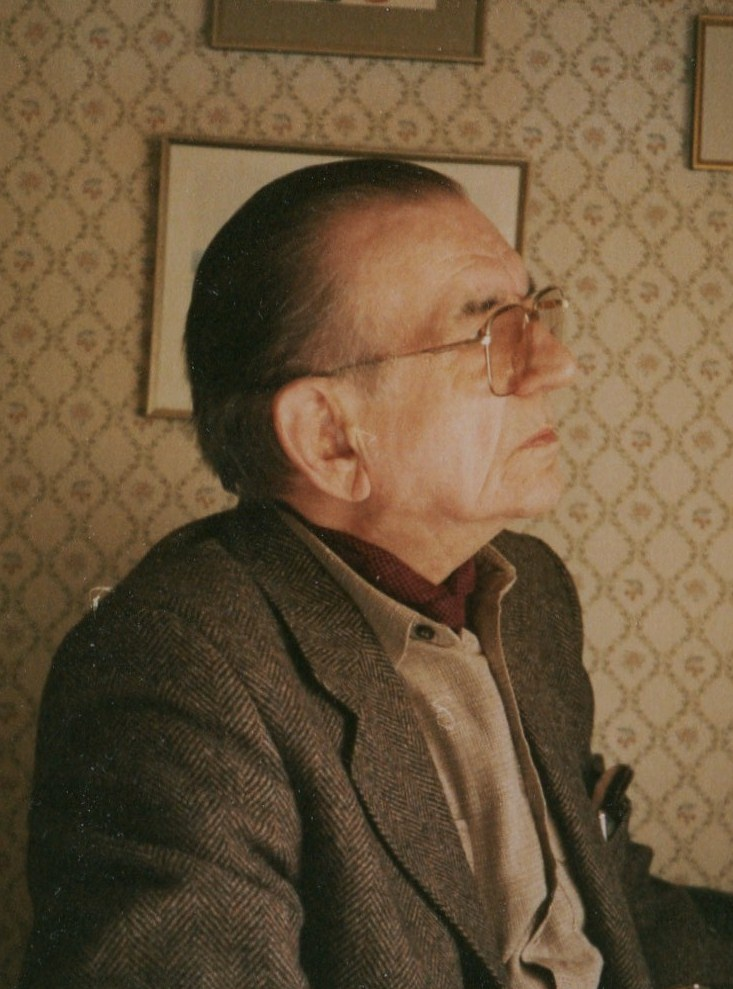
Hermann Stahl 1988

Hermann Stahl war im Jahre 1949 Mitbegründer der Deutschen Akademie für Sprache und Dichtung in Darmstadt; er gehörte außerdem dem Deutschen PEN-Zentrum an. 1958 zählte er zu den Schriftstellern und Intellektuellen, die in einem Aufruf gegen die atomare Bewaffnung der Bundesrepublik protestierten.
Stahl erhielt u. a. 1936 den Immermann-Preis der Stadt Düsseldorf, 1943 den Gaukulturpreis Hessen-Nassau, 1951 den Hörspielpreis des Bayerischen Rundfunks, 1969 den Preis für Epik der Stadt München, 1981 den Tukan-Preis, 1982 das Bundesverdienstkreuz am Bande sowie 1992 den Kultur-Ehrenpreis der Stadt Dillenburg. Er starb an seinem 90. Geburtstag in einem Starnberger Krankenhaus.
Zahlreiche Briefe von und an Hermann Stahl, Manuskripte und persönliche Dokumente befinden sich in verschiedenen Archiven in Deutschland, unter anderem im Deutschen Literaturarchiv in Marbach am Neckar. Ein wesentlicher Teil seines schriftlichen Nachlasses wird von der Berliner Akademie der Künste verwahrt. Die Anzahl der Kulturschaffenden seiner Zeit, mit denen Hermann Stahl korrespondierte, ist kaum zu überblicken. Dazu zählen zum Beispiel: Carl Amery, Manfred Bieler, Horst Bienek, Heinrich Böll, Bernard von Brentano, Karl Dedecius, Hilde Domin, Ingeborg Drewitz, Günter Eich, Bernt Engelmann, Gert Heidenreich, Hartmut von Hentig, Hermann Kasack, Marie Luise Kaschnitz, Hermann Kesten, Wolfgang Koeppen, Siegfried Lenz, Luise Rinser, Ina Seidel, Eduard Spranger, Dolf Sternberger, Lulu von Strauß und Torney, Max Tau, Frank Thiess, Jakob Wassermann, Wolfgang Weyrauch und Ernst Wiechert.

## Werke

### Erzählende Texte (Auswahl)
- Traum der Erde (Roman), Hamburg 1936
- Vor der angelehnten Tür (Erzählung), Hamburg 1937
- Die Wurzel unter dem Gras (Erzählung), Hamburg 1938
- Der Läufer (Novelle), Jena 1939
- Die Orgel der Wälder (Roman), Jena 1939
- Die Heimkehr des Odysseus (Novellenzyklus), Jena 1940
- Licht im Brunnengrund (Erzählungen), Jena 1942
- Die Reise ins Gestern und Morgen (Erzählung), München 1942
- Langsam steigt die Flut (Roman), Jena 1943
- Eine ganz alltägliche Stimme (Novellen und Erzählungen), Düsseldorf 1947
- Wenn die Glocke tönt (Erzählung), Düsseldorf 1948
- Die Wiederkehr der Jugend (Erzählung), Stuttgart 1949 (Volltext: )
- Die Spiegeltüren (Roman), Hamburg 1951
- Wohin du gehst (Roman), Bremen 1954
- Ewiges Echospiel (Zwei Erzählungen), Bremen 1955
- Wildtaubenruf (Roman), Berlin 1958
- Jenseits der Jahre (Roman), München 1959
- Tage der Schlehen (Roman), München 1960
- Genaue Uhrzeit erbeten (Kurzgeschichten), München 1961
- Eine Heimkehr. Frühwind (Erzählungen), Stuttgart 1961
- Strand (Roman), Köln 1963
- Türen aus Wind (Roman), Freiburg i. Br. [u. a.] 1969
- Das Pfauenrad (Roman), Stuttgart 1979, ISBN 978-3-12-907490-9

### Gedichte (Auswahl)
- Überfahrt, Jena 1940
- Gras und Mohn, Jena 1942
- Wolkenspur, Bremen 1954
- Gedichte aus vier Jahrzehnten, Darmstadt 1977
- Herbstschluß, Bielefeld 1997

### Hörspiele (Auswahl)
(Quelle: )
- Zwei Nächte und ein Leben, Bayerischer Rundfunk 1951
- Gerechtigkeit auch in Sybaris, Bayerischer Rundfunk 1951
- Nausikaa und Odysseus, Radio Bremen 1952
- Marie-Katrin, Radio Bremen 1953
- Wohin die Züge fahren, Bayerischer Rundfunk 1954
- Der Doppelgänger, Süddeutscher Rundfunk 1957
- Von Zwölf bis Zwölf, Hessischer Rundfunk 1957
- Die Insel Anjas, Süddeutscher Rundfunk 1957
- Ein Nachmittag wie alle, Bayerischer Rundfunk 1959
- Ein Gast aus Brasilien, Hessischer Rundfunk 1959
- Lydia oder Das Wort für Gerechtigkeit, Süddeutscher Rundfunk 1960
- Ocker, RIAS Berlin 1961
- Jahr um Jahr, RIAS Berlin 1963
- Sternenbaby, Deutsche Welle 1966
- Noch zwei Aquarelle bis zum Ersten, Saarländischer Rundfunk / Hessischer Rundfunk 1968
- Das Museum der Krüge, Deutsche Welle 1971
- Mikadospiel, Hessischer Rundfunk 1974
- Kakteenwald, Saarländischer Rundfunk / Bayerischer Rundfunk 1981

### Veröffentlichungen in Zeitungen, Zeitschriften, Magazinen und Anthologien (Auswahl)
- Autobiografischer Beitrag Hermann Stahls in: Dichter schreiben über sich selbst, Jena 1940, S. 68 ff.[8]
- Alkyones Lockruf. In: Merian, 9. Jg. 1956, Heft 11 (Heftthema: Das Lahntal), S. 3 ff.
- Der Ammersee - Okarina vor den Bergen. In: Merian, 14. Jg. 1961, Heft 7 (Heftthema: Bayerische Seen zwischen München und den Alpen), S. 3 ff.
- Gedenkwort für Bruno E. Werner. In: Jahrbuch der Deutschen Akademie für Sprache und Dichtung 1965, S. 188 ff.
- Meine Landschaft. Dillenburg: Im Feiern groß. In: Die Zeit, Nr. 38/1966
- Mit der Gewalt eines Blitzschlages. In: War ich ein Nazi? Politik - Anfechtung des Gewissens, hrsg. von Ludwig Marcuse, München. Bern. Wien 1968, S. 147–160
- Höhe, Tiefe, Weite - Landschaft in Dur. In: Merian, 21. Jg. 1968, Heft 5 (Heftthema: Der Westerwald), S. 18 ff.
- Hermann Stahl. In: Vorstellungen. Antrittsreden der Mitglieder vor dem Kollegium der Deutschen Akademie. Hrsg.: Deutsche Akademie für Sprache und Dichtung, Frankfurt am Main 1989, S. 12–18.[9]